# Falcão
Paulo Roberto Falcão (n. 16 octombrie 1953, Abelardo Luz) este un fost jucător brazilian de fotbal. Este considerat ca fiind unul dintre cei mai buni jucători din istoria lui Sport Club Internacional și AS Roma, dar  și ca fiind unul dintre cei mai buni mijlocași din lume.